# Средњо-источно-малајско-полинежански језици
Средњо-источно-малајско-полинежански језици представљају основну грану малајско-полинежанских језика. Ова грана укључује преко 700 језика (Бласт 1993). Средњо-источно-малајско-полинежанскa грана је широко прихваћена као подгрупа, иако је истакнут један број примедби којима се оспорава њена валидност као генетске подгрупе.

## Распрострањеност
Средњо-малајско-полинежански језици у употреби су на Малим Сундским и Молучким острвима Бандског мора, у области чије границе приближно одговарају границама индонежанских покрајина Источна Нуса Тенгара и Молуци, као и државе Источни Тимор, када се искључе папуански језици у употреби на Тимору и оближњим острвима, а укључе бимански језик у употреби  на источној половини острва Сумбава у покрајини Западна Нуса Тенгара и бурујско-суланско-талиабојски језици, којима се говори на Сулским острвима на југозападу покрајине Северни Молуци. Најважнија острва ове области су Сумбава, Сумба, Флорес, Тимор, Буру и Серам. По бројности најзначајнији језици су бимански језик, мангарајски са западног Флореса, атонијски са западног Тимора и тетумски, који је званични језик Источног Тимора.
Источно-малајско-полинежански језици су у употреби на острвима у близини западне и северозападне обале Нове Гвинеје и у Океанији.

## Основне гране
Према првобитном предлогу, средњо-источно-малајско-полинежански језици се деле на средњо-малајско-полинежанске и источно-малајско-полинежанске језике. Међутим, за средњо-малајско-полинежанске језике важи мишљење да је то збирни назив, којим су обухваћене гране које не припадају источно-малајско-полинежанској подгрупи, и да они пре чине језички комплекс него јединствену подгрупу.
Средњо-малајско-полинежански језици можда чине језички комплекс. Они нису довољно проучени, али изгледа да не чине кохерентну групу. Многе од предложених одлика које одређује средњо-малајско-полинежанске језике не постоје на рубним деловима области у којима се говори овим језицима.
Источно-малајско-полинежански језици су у употреби од обала острва Халмахера до Океаније. Ова подгрупа је још увек контроверзна, јер је искључиво заснована на лексичким доказима, без заједничких фонолошких иновација. На супрот томе, валидност две њене подргупе, јужнохалмахерско-западноновогвинејске и океанске, потврђују фонолошке и лексичке иновације, и опште су прихваћене као валидне подгрупе.

### Критика
Средњо-источно-малајско-полинежанске језике одбацују као валидну грану Донахју и Грајмс (2008). Њихов је став да средњо-источно-малајско-полинежански језици чак не чине ни језички комплекс. Према њима, многе особине присутне у средњим или средњо-источним малајско-полинежанским језицима такође постоје у западно-малајско-полинежанским, па чак и у форможанским језицима.

## Класификација
Средњо-источно-малајско-полинежански језици:
- Средњо-малајско-полинежански језици
  - Сумбско–флорешки
  - Флорешко-лембатски
  - Селарски
  - Кајско–танимбарски
  - Арујски
  - Средњомолучки
  - Тиморски (или тиморско–бабарски језици)
  - Ковиајски
  - Теорско-курски
- Источно-малајско-полинежански језици
  - Јужнохалмахерско-западноновогвинејски
  - Океански (приближно 450 језика)